# Boulages
Boulages település Franciaországban, Aube megyében. Lakosainak száma 227 fő (2022. január 1.). Boulages Étrelles-sur-Aube, Longueville-sur-Aube, Plancy-l’Abbaye, Courcemain, Saint-Saturnin és Vouarces községekkel határos.

## Népesség
A település népességének változása:
| Lakosok száma | 243  | 225  | 204  | 230  | 255  | 235  | 221  | 216  | 220  | 227  |
|               | 1968 | 1982 | 1990 | 2006 | 2013 | 2015 | 2017 | 2019 | 2020 | 2022 |